# Staraja Zaimka
Staraja Zaimka (ros. Старая Заимка) – wieś (sieło) w Rosji, w obwodzie tiumeńskim, w rejonie zawodoukowskim. W 2021 liczyła 621 mieszkańców.